# Ammothella setacea
Ammothella setacea är en havsspindelart som först beskrevs av Helfer, H. 1938.  Ammothella setacea ingår i släktet Ammothella och familjen Ammotheidae. Inga underarter finns listade i Catalogue of Life.